# Ajax (Wolverhampton)
Ajax is een historisch merk van inbouwmotoren.
De bedrijfsnaam was: Stevens Brothers (Wolverhampton) Ltd., Wolverhampton.
De oprichters van het merk AJS, dat in 1931 door de gebroeders Harry en Charlie Collier (Matchless) overgenomen was, bouwden vanaf 1934 248-, 348- en 498cc-kopklep-eencilinders. Ze leverden ook de 498cc-inbouwmotoren voor de merken AJW en OK Supreme, maar dat deden ze onder de naam Ajax. In 1937 eindigden ze de productie.